# Noah Syndergaard
Noah Seth „Thor“ Syndergaard (* 29. August 1992 in Mansfield, Texas) ist ein US-amerikanischer Baseballspieler in der Major League Baseball. Der rechtshändige Pitcher, der allerdings mit links schlägt, spielt von seinem Debüt 2015 bis zur Saison 2021 für die New York Mets. Seit 2022 steht er bei den Philadelphia Phillies unter Vertrag.

## Karriere

### Minor Leagues
Syndergaard wurde in der ersten Runde des MLB Draft 2010 an 38ster Stelle von den Toronto Blue Jays gedraftet, bei denen er anschließend auch seinen ersten Profivertrag unterzeichnete. 2011 war er auf A- und A Niveau in den Minor League Teams der Blue Jays aktiv. In der Saison 2012 kam er bei den Lansing Lugnuts, dem A-Level-Team der Jays, zu 27 Einsätzen, davon 19 als Starting Pitcher und überzeugte mit einer Siegquote von über 60 % und einem ERA von 2,60. Im Dezember war Syndergaard dann Teil eines größeren Trades zwischen den Blue Jays und den Mets. Er wechselte gemeinsam mit Travis d’Arnaud, John Buck und Wuilmer Becerra nach New York, im Gegenzug verließen R.A. Dickey, Josh Thole und Mike Nickeas die Mets in Richtung Toronto.
Im neuen Franchise agierte Syndergaard 2013 sowohl auf Advanced A Level für die St. Lucie Mets, als auch auf AA-Niveau für die Binghamton Mets und kam dort insgesamt auf 23 Starts. Im Folgejahr wurde er ins hochklassigste Minor League Team der Mets zu den Las Vegas 51s befördert und brachte es dort auf 26 Starts und einem Win–Loss von 9:7. Auch 2015 begann er wieder bei den 51s, gewann seine ersten drei Spiele in Serie und wurde in den 40-Mann-Roster des Major League Teams berufen.

### Major League
Noah Syndergaard debütierte am 12. Mai 2015 für die Mets in der MLB als Starter gegen die Chicago Cubs, kassierte drei Runs und wurde mit einem Loss bedacht. In der Regular Season der MLB-Saison 2015 durfte er letztendlich 24 Mal starten und beendete seine erste MLB-Saison mit einem ERA von 3,24 und einer Bilanz von 9:7 Siegen. Da die Mets ihre Division gewannen, kam Syndergaard in seinem ersten Jahr in der MLB auch gleich zu Einsätzen in den Playoffs. In der National League Division Series 2015 pitchte er Spiel 2, bei dem er einen Loss kassierte. Im zweiten Inning der Partie ließ er alleine fünf Runs zu. Im fünften Spiel der Serie kam er erstmals als Relief Pitcher zum Einsatz, warf ein Inning, und half dadurch mit, dass die Mets die Serie gewannen und sich für die National League Championship Series 2015 qualifizierten. Beim 4:0 Sweep gegen die Cubs in der NLCS startete Syndergaard in Spiel 2 und verbuchte seinen ersten Win in einem Playoff-Match. Die Mets erreichten die World Series 2015, Noah Syndergaard startete in Spiel 3 der Serie und holte bei dem 9:3-Erfolg der Mets im Citi Field den Win gegen die Kansas City Royals. Es war der einzige Sieg der Mets in der Serie, die mit 1:4 Spielen verloren ging.
Syndergaard war auch in der Saison 2016 fester Bestandteil der Starting Rotation der Mets. Am 5. Juli 2016 wurde er für den Kader der National League für das MLB All-Star Game 2016 nominiert, nahm aber nicht am Spiel teil. Er beendete die Spielzeit mit einem Win–Loss von 14–9. In der Spielzeit 2017 kam Syndergaard verletzungsbedingt nur zu sieben Einsätzen, bei denen er 30,1 Innings pitchte.
2018 war Syndergaards bis dato beste Spielzeit mit einer Siegquote von 76,5 %, gleich zwei Complete Games, sowie dem ersten Shutout seiner Karriere. Nach einer nicht ganz so starken Spielzeit 2019, in der er den bis dahin schlechtesten ERA seiner Karriere aufwies (4,28), musste er sich im März 2020 einer Tommy John Surgery unterziehen. Er verpasste dadurch die komplette Saison 2020 und kam 2021 aufgrund von Komplikationen bei der Rehabilitation nur zu zwei Kurzeinsätzen.
Zur Saison 2022 unterschrieb er einen Einjahresvertrag bei den Los Angeles Angels über 21 Millionen Dollar.

## Trivia
Den Beinamen „Thor“ erhielt Syndergaard in Anlehnung an den gleichnamigen Superheld aus dem Marvel-Universum. Dies ist sowohl seinem nordischen Aussehen und der ähnlichen Frisur (lange blonde Haare), als auch der Ähnlichkeit seines Nachnamens mit dem Namen des mythologischen Ortes Asgard sowie der gleichnamigen Stadt aus dem Marvel-Universum zu verdanken.
Syndergaard hatte mehrere Cameo-Auftritte in Fernsehsendungen. In der vierten Episode der siebten Staffel von Game of Thrones spielte er einen Speerwerfer der Lannisters in einer Kampfszene. In der ersten Staffel der Sitcom Kevin Can Wait spielte er einen Mann im Wikingerkostüm auf einer Halloween-Party. Zudem synchronisierte er sich selbst in einer Episode der Zeichentrickserie Uncle Grandpa.